# Foix (Fluss)
Der Riu de Foix ist ein kleiner Fluss in der Provinz Barcelona in Katalonien (Spanien). Er entspringt in La Llacuna in der Comarca Anoia in 800 m Höhe. Der Foix durchfließt schließlich die Comarca Garraf von Nord nach Süd und mündet westlich von Cubelles ins Mittelmeer. In den Sommermonate führt er kaum Wasser oder ist völlig ausgetrocknet, dies kann sich jedoch sehr schnell nach kräftigen Regenfällen in den Wintermonaten andern.
In der Comarca Alt Penedès speist der Foix seit 1928 einen Stausee, der für die Trinkwasserversorgung der dicht besiedelten Küstenebene von großer Bedeutung ist. Energiegewinnung spielt inzwischen eine untergeordnete Rolle, da aufgrund des großen Bedarfs kaum Wasser aus dem Stausee abgelassen werden kann. Um den künstlichen See wurde, auch um dessen Wasserqualität sicherzustellen, 1993 der Naturpark Parc del Foix eingerichtet. Er ist ein beliebtes Naherholungsgebiet.
Nachdem bis in die frühen 1990er Jahre im Delta bei Cubelles ein Campingplatz betrieben wurde, der vor allem bei deutschen Touristen beliebt war, ist die Flussmündung inzwischen renaturiert worden. Dieses Feuchtgebiet ist von hoher Bedeutung für die Tier- und Pflanzenwelt, aber auch für Cubelles als Naherholungsraum.